# Praia de Paranapuã
Também conhecida como Praia das Vacas, a praia de Paranapuã localiza-se na saída da Baía de São Vicente, nas encostas do Parque Prainha. Frequentemente imprópria para banhos, fica próxima da Ponte Pênsil. 